# Huaca de la Luna

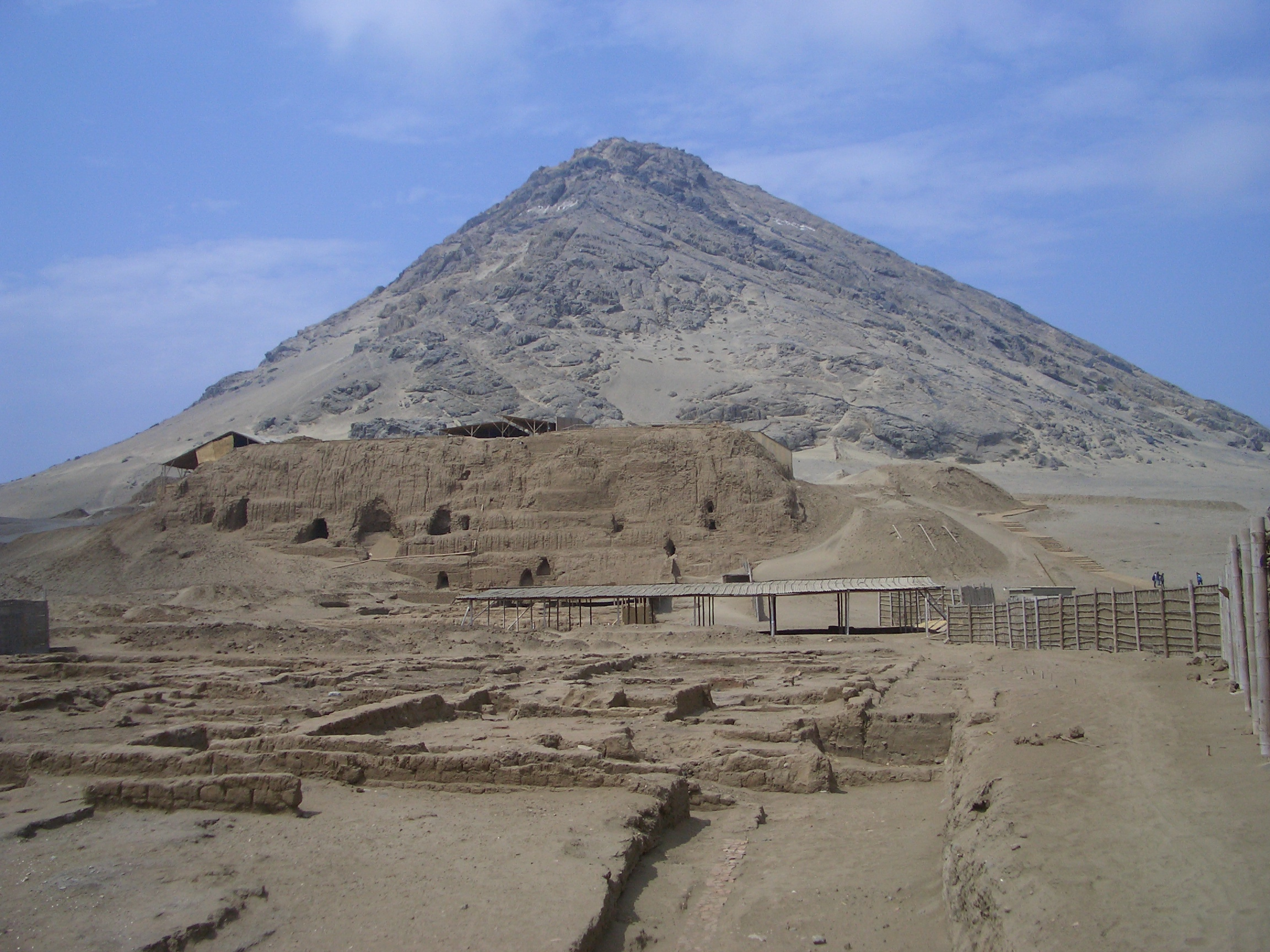
Huaca de la Luna, con Cerro Blanco sullo sfondo.

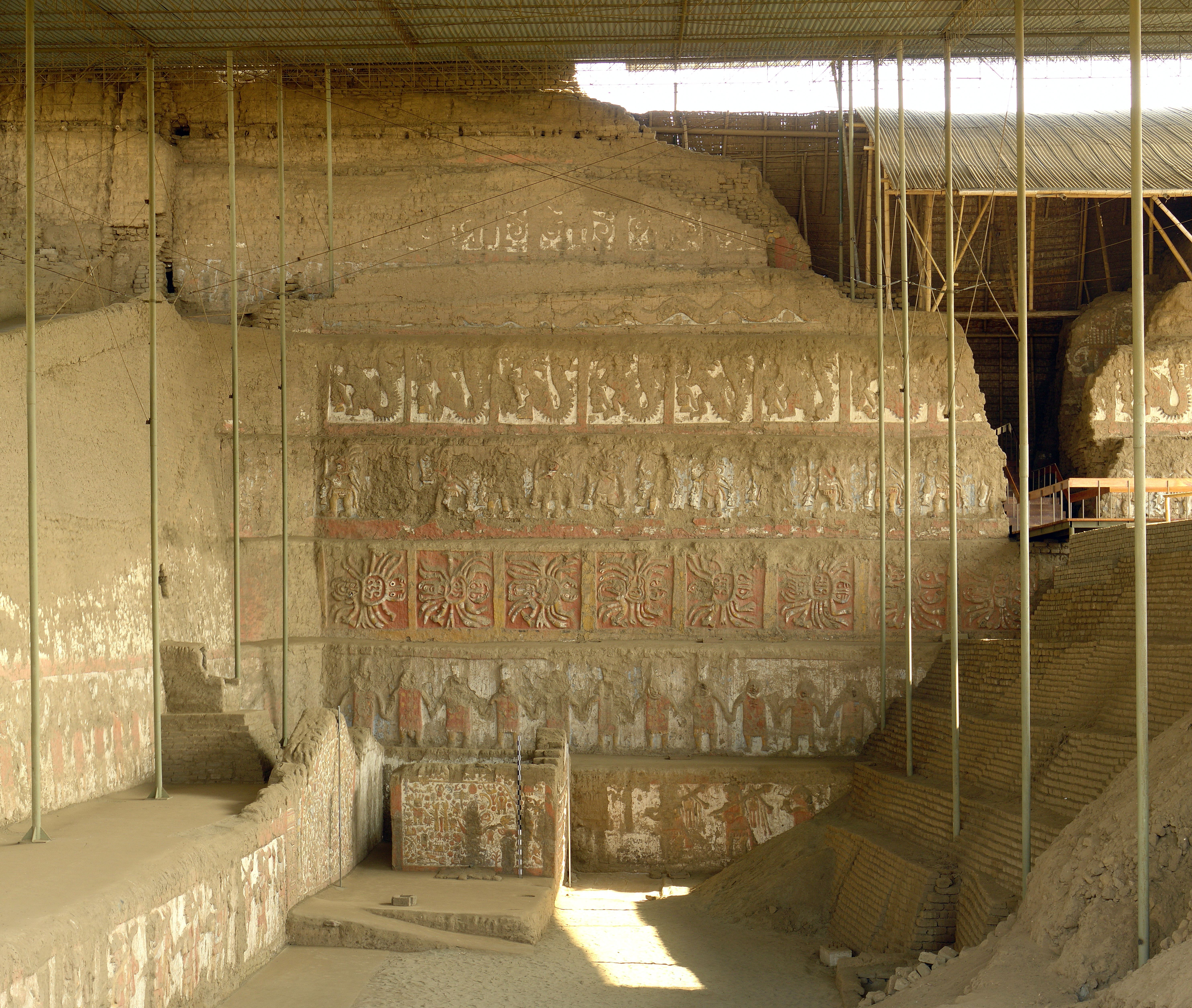
Il murale principale del Huaca

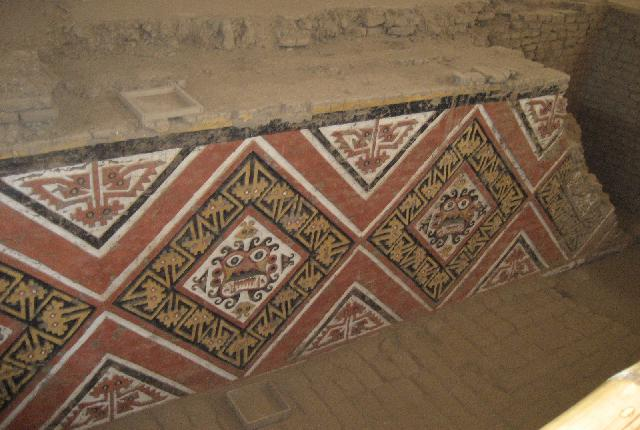
Murale che rappresenta un decapitatore Moche

Huaca de la Luna (Tempio/Reliquia della Luna) è una grande struttura costruita in mattoni di adobe concepita principalmente dalla gente Moche del Perù settentrionale. Assieme al Huaca del Sol, fa parte dei Huacas de Moche, i resti di un'antica città capitale chiamata Cerro Blanco dagli archeologi moderni.
Il sito di Huacas de Moche si trova a 4 km all'esterno della città moderna di Trujillo, vicino alla foce del Rio Moche. Huaca de la Luna, pur essendo il minore dei due templi del sito, è quello che ha fornito più informazioni agli archeologi. Huaca del Sol è stato in parte distrutto e saccheggiato dai conquistadores nel XVII secolo, mentre Huaca de la Luna è stato lasciato praticamente intatto. Si pensa che Huaca del Sol potrebbe essere stato un luogo di tipo militare e amministrativo per l'elite Moche, mentre Huaca de la Luna funzionava come centro cerimoniale e religioso.
Il tempio era pitturato con temi di colore che variavano, nero, rosso vivo, blu cielo, bianco e giallo. Il sole e il clima hanno facilitato il processo di decolorazione dei mattoni. Le illustrazioni all'interno del tempio rappresentano una divinità conosciuta come Ayapec. "Ayapec" è una parola pre-Quechua che si traduce in onnisciente. "Faccia-Rugosa" è il nome dato a un'altra divinità dagli Inca a causa dell'aspetto rappresentato.
Huaca de la Luna stesso è un grande complesso formato da tre principali piattaforme, ognuna aveva una diversa funzione. La piattaforma situata più a nord, un tempo pitturata con una varietà di murali e rilievi, venne distrutta da dei saccheggiatori. A causa di ciò, le piattaforme centrale e meridionale hanno ricevuto maggiore attenzione dagli archeologi. La piattaforma centrale conteneva diversi sepolcri con ceramiche fini, il che suggerisce che fosse usata come zona di sepoltura per l'élite religiosa dei Moche.
La piattaforma orientale, roccia nera e pati adiacenti erano il luogo di rituali di sacrifici umani che sono rappresentati in una varietà di arti visuali, principalmente ceramiche dipinte. Dopo il loro sacrificio, i corpi delle vittime venivano spostati e lasciati esposti nei pati. La conferma si ebbe con la scoperta di diversi scheletri di maschi adulti trovati ai piedi della roccia, i quali mostrano segni di un grave trauma alla testa.